# Temă (muzică)

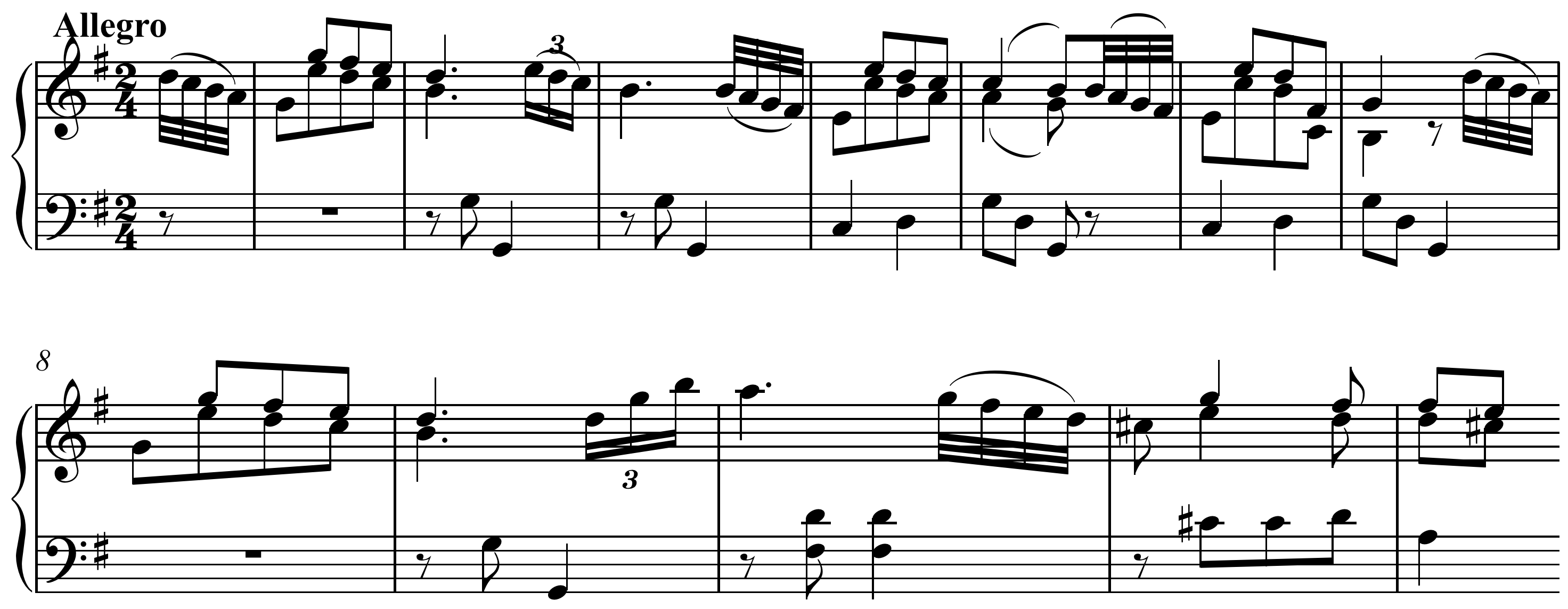
Temă dintr-o sonată de Joseph Haydn

În muzică, o temă este materialul muzical, de obicei o melodie, o succesiune de acorduri sau un ritm, pe care este bazată, parțial sau în întregime, o compoziție. Tema este reluată, ornamentată, modificată, opusă sau suprapusă altor teme, în construirea unei opere muzicale. O temă muzicală este aleasă pentru fi ușor reperabilă, identificabilă și memorizabilă.